# گزارش اعتبار
گزارش اعتبار، (به انگلیسی: credit report) گونه‌ای بایگانی است، که از اطلاعات مالی و تاریخ دریافت یک وام و نحوه بازپرداخت آن به بانک گرفته می‌شود. لازمه اعتبار سنجی در نظام بانکی، فراهم کردن اطلاعات جامع و کامل مشتریان بانک برای تولید حجم انبوه گزارش‌های اعتباری و اعتبار سنجی است و این اطلاعات زمانی قابل دستیابی هستند، که یک بانک جامع اطلاعات یا پایگاه داده اعتبارسنجی از وام‌دهندگان و وام‌گیرندگان موجود باشد.
نظام جامع سنجش اعتبار با ایجاد بانک جامع اطلاعات مشتریان بانکی (حفظ اطلاعات مشتریان به شکل متمرکز) و راه‌اندازی آژانس‌های اعتبارسنجی مشتریان، اقدامی عملی برای ایجاد شفافیت اطلاعات بانک‌ها می‌باشد، به گونه‌ای که بانک جامع اطلاعات مشتریان بانکی، کمک مؤثری در ارزیابی مشتریان بانک‌ها ارائه می‌دهد، تا منابع و سرمایه‌ها به هدر نرود.